# Epiblema glenni
Epiblema glenni es una especie de polilla del género Epiblema, familia Tortricidae.
Fue descrita científicamente por Wright en 2002.
La longitud de las alas anteriores es de 5-8,5 mm para los machos y de 5,6-8,6 mm para las hembras. 

## Distribución
Se encuentra en los Estados Unidos, en Illinois, Kentucky, Míchigan, Misuri, Carolina del Norte, Ohio y Tennessee.

## Etimología
La especie lleva el nombre de Murray O. Glenn, por sus contribuciones al conocimiento de los microlepidópteros del Centro de Illinois.